# Jangemīreh
Jangemīreh är en ort i Iran.   Den ligger i provinsen Gilan, i den nordvästra delen av landet, 300 km nordväst om huvudstaden Teheran. Jangemīreh ligger 67 meter över havet och antalet invånare är 181.
Terrängen runt Jangemīreh är varierad. Närmaste större samhälle är Hashtpar, 10,1 km norr om Jangemīreh. I omgivningarna runt Jangemīreh växer i huvudsak blandskog.